# Отеро-де-Бодас
Отеро-де-Бодас (ісп. Otero de Bodas) — муніципалітет в Іспанії, у складі автономної спільноти Кастилія-і-Леон, у провінції Самора. Населення — 203 особи (2010).
Муніципалітет розташований на відстані близько 270 км на північний захід від Мадрида, 60 км на північний захід від Самори.
На території муніципалітету розташовані такі населені пункти: (дані про населення за 2010 рік)
- Отеро-де-Бодас: 161 особа
- Валь-де-Санта-Марія: 42 особи

## Демографія
Динаміка населення (INE ):